# 佐藤里緒
佐藤 里緒（さとう りお、10月16日 - ）は、日本の女性声優。滋賀県出身。

## 来歴
2025年3月31日、同日付でオフィスPACが事業停止したことに伴い、翌4月1日付でフリー転向。

## 人物
特技は掃除、歌、モノマネ。趣味は1人行動（1人で色んな所に行く）。

## 出演
太字はメインキャラクター。

### テレビアニメ
2018年
- イナズマイレブン アレスの天秤（1年生部員、跳山段、香坂蘭人）

2019年
- イナズマイレブン オリオンの刻印（香坂蘭人）

2020年
- 啄木鳥探偵處（丁稚）

2021年
- NOMAD メガロボクス2（子供C）
- かぎなど（2021年 - 2022年、学園祭参加者など、観客、マーテル聖歌隊） - 2シリーズ
- サクガン（管制局員C）

2022年
- ユーレイデコ（街の人A、イトコ）

2023年
- 勇者が死んだ!（女子）

2024年
- ガールズバンドクライ（通行人、喫茶店客、ファンB、観客、メンバーA 他）
- 夜のクラゲは泳げない（マネージャー）
- ばいばい、アース（町人）
- かつて魔法少女と悪は敵対していた。（電話の相手）
- ぷにるはかわいいスライム（生徒）

2025年
- どうせ、恋してしまうんだ。
- 謎解きはディナーのあとで（受付、リスナー、書き込み）

### 劇場アニメ
- ペンギン・ハイウェイ（2018年、チバさん）
- デッドデッドデーモンズデデデデデストラクション（2024年、愛丘） - 前後章[一覧 2]

### webアニメ
- YASUKE -ヤスケ-（2021年）
- TIGER & BUNNY 2（2022年、メイド、看護師）

### ゲーム
- オートチェス（2019年、闇のスピリット）
- ドラゴンクエストXI 過ぎ去りし時を求めて S（2019年）
- ドラゴンクエストX 眠れる勇者と導きの盟友 オフライン（2023年）

### 吹き替え

#### 映画
- アイム・ユア・ウーマン（ポール〈ダマウリ・パークス〉）
- アド・アストラ（ロマノ）
- アフター
- アンカット・ダイヤモンド
- エクストレモ（ダニエラ）
- オードリー・ヘプバーン（エマ・ファーラー〈本人〉[14]）
- オン・ザ・ロック
- グッド・ボーイズ
- ゴーストバスターズ/アフターライフ（バニー〈ポーリーナ・アレクシス	〉[15]）
- シャザム!〜神々の怒り〜（博物館女見学者2[16]）
- ジングル・ジャングル 〜魔法のクリスマスギフト〜
- ダイ・ハード（メアリー）※テレビ朝日版追加録音部分
- 探偵マーロウ（リン・ピーターソン〈ダニエラ・メルシオール〉[17]）
- ファイティング・with・ファイア（ブリン〈ブリアナ・ヒルデブランド〉）
- フリーダ（イゾルダ）
- マッドマックス:フュリオサ[18]
- モキシー 〜私たちのムーブメント〜（キエラ〈シドニー・パーク〉）

#### ドラマ
- I AM 私の分岐点 #2（マディソン〈エヴァ・ダニエルズ〉[19]）
- ウルフ教授の科学捜査ファイル（フリック・キンテ〈タリサ・ウィング〉[20]）
- 王への手紙（イオナ）
- クリミナル・マインド 国際捜査班
- 五行の刺客（ナタリー）
- シェイズ・オブ・ブルー ブルックリン警察（クリスティーナ）
- グリッチ（警官女）
- ゲットダウン
- 真相 - Truth Be Told
- セックス/ライフ シーズン2
- ダーク・マテリアルズ/黄金の羅針盤（ライラ・ベラクア〈ダフネ・キーン〉）※スターチャンネル版
- ダッシュ&リリー（ソフィア）
- 21サンダー（ファティマ）
- ニュー・アムステルダム 医師たちのカルテ
- NYガールズ・ダイアリー 大胆不敵な私たち
- The 100/ハンドレッド
- FIRES〜オーストラリアの黒い夏〜 #6（アドゥ〈アメショル・アジャン〉[21]）
- ファミリー・ストーリー 〜これみんな家族なの?〜
- フラーハウス（ダンス部女子、ココ 他）
- フランスでは有名人（ジェイムズ、舞台主任）
- プリーチャー
- ボバ・フェット/The Book of Boba Fett
- ホワイトライン（アリシア、ジェニー 他）
- MACGYVER/マクガイバー
- リバーデイル（シェリル・ブロッサム〈マデライン・ペッチ〉）
- レイブンのウチはチョー大変!
- レジェンド・オブ・トゥモロー（アストラ）

#### アニメ
- 『インサイド・ヘッド』の世界より:ライリーの夢の製作スタジオ（ティーンのライリー）
- スター・ウォーズ:ヤング・ジェダイ・アドベンチャー（警備係）
- ザ・シンプソンズ（クミコ・ナカムラ）
- トランスフォーマー/ONE[22]
- ふしぎの国 アンフィビア（アン・ブーンチョイ）
- 百妖譜（馬夫人）
- ライオン・ガード

### ボイスオーバー
- 5ファースト・デート
- セリング・サンセット 〜ハリウッド、夢の豪華物件〜
- レコニング〜深淵をのぞく者〜（ジェイク・セラート）

### シリーズ一覧
1. ↑  シーズン1（2021年）、シーズン2（2022年）
2. ↑  前章（2024年）、後章（2024年）